# パアン
パアン（Hpa-An; ビルマ語 ဘားအံမြို့ /phəʔɑ̀ɴ/; 東部ポー・カレン語 /thəʔɑ̀ɴ/）は、ミャンマー・カレン州の州都であり最大の都市である。 2014年国勢調査時点でのパアンの人口は421,575人である。パアンに住む人々の多くはカレン族である。

## 地理
サルウィン川の東岸、最大都市ヤンゴンから東に約150km、首都ネピドーから南に約350kmの場所に位置する。

## 気候
パアンの気候は熱帯モンスーン気候（ケッペンの気候区分ではAm）であり、年間を通じて気温は非常に高いが、モンスーンの季節には雲や雨が多く、最高気温はやや低くなりる。冬の乾季（11月 - 4月）と夏の雨季（5月 - 10月）がある。6月から8月にかけて集中豪雨が降り、8月だけでも1,100ミリ以上の雨が降る。

## 人口
421,525人（2014年）

## 交通
パアンからヤンゴン、モーラミャイン、ミャワディなど各地方都市への高速バスが出ている。

## 宗教
住民の大半は仏教（上座部仏教）で、バプテスト派、聖公会派、ローマ・カトリックのキリスト教徒がそれに続く。

## 見どころ
パアンにはカレン州州立文化博物館がありる。また、ツェガビンの丘は観光客にとって魅力的な場所である、キョウク・カ・ラット・パゴダ（Kyauk Ka Lat Pagoda）やカトゥゴン洞窟（またはカトゥゴン洞窟）などもある。他にも、ハパアンから車で2時間の距離にあるキョーン・フタウ滝や、カイン州で最大かつ最長の洞窟であるサッダン洞窟なども興味深い場所である。